# 706 Hirundo
A 706 Hirundo egy a Naprendszer kisbolygói közül, amit Joseph Helffrich fedezett fel 1910. október 9-én.